# كالبانا شاه
كالبانا شاه (بالإنجليزية: Kalpana Shah)‏ هي رائدة أعمال ومصممة أزياء ومؤلفة هندية، ولدت في 30 نوفمبر 1948 في سورت في الهند.

## وصلات خارجية
- الموقع الرسمي